# Angelababy
Angela Yeung Wing (Shanghai, 28 februari 1989), beter bekend als Angelababy, is een model en actrice uit Hongkong. Ze is geboren in Shanghai maar werd bekend in Hongkong. Haar artiestennaam is de combinatie van haar eigen naam Angela en haar bijnaam Baby, die haar familie aan haar gaf.

## Carrière
Angelababy's carrière begon toen ze werd ontdekt bij het Style International Chicks Inc. op de leeftijd van 21 jaar. Het jaar erop kwam ze in de modellenwereld terecht. Ze heeft ook een hit opgenomen met PSY, ook bekend van Gangnam Style in 2012.

## Filmografie
- 2007: Trivial Matters (破事兒)
- 2008: Hot Patatoes and Chicken Rice (田囍熱戀熱)
- 2009: Short of Love (矮仔多情)
- 2010: Hot Summer Days (全城熱戀熱辣辣)
- 2010: All's Well, Ends Well (花田囍事)
- 2011: Black & White (痞子英雄)
- 2012: Tai Chi 0
- 2012: Tai Chi Hero
- 2015: Hitman: Agent 47
- 2016: Independence Day: Resurgence

- Gemeinsame Normdatei: 1073179850
- International Standard Name Identifier: 0000 0004 0019 7456
- Library of Congress Control Number: no2013004152
- MusicBrainz: 15fecefe-e3d1-42d0-85fa-4553d4b094ea
- Nationale bibliotheek van Australië: 53046925
- Virtual International Authority File: 295958016